# Kayabachō (metropolitana di Tokyo)
La Stazione di Kayabachō (茅場町駅?, Kayabachō-eki) è una stazione della Metropolitana di Tokyo, si trova a Chūō. La stazione si trova a pochi passi dalla Borsa di Tokyo, uno dei più grandi centri finanziari del mondo.